# Aloys Schmidt

Aloys Schmidt in seiner Werkstatt

Aloys Schmidt (auch: Alois Schmidt; * 15. August 1855 in Reyersdorf, Landkreis Habelschwerdt, Provinz Schlesien; † 19. Februar 1939 in Bad Landeck, Provinz Schlesien) war ein deutscher Holzbildhauer.

## Leben
Schmidt erlernte bei den Bildschnitzern Tschöpe aus Kunzendorf und Albrecht Thamm aus Habelschwerdt das Holzschnitzen. Nach einer Tischlerlehre in Frankenstein wirkte er ab 1876 in Bad Landeck, wo er 1879 die Werkstatt des Bildhauers Hettwer übernahm. Nachfolgend schuf er mehr als zweihundert Altäre für Kirchen in der Grafschaft Glatz und in anderen schlesischen Orten. Einzelne Altäre wurden ins Ausland geliefert, z. B. nach Malmö und Kopenhagen. Daneben wurden in seiner Werkstatt Kanzeln, Kreuze, Krippen, Wappen und andere Schnitzwerke hergestellt. Für den Prinzen Albrecht von Preußen lieferte er Teile der Innenausstattung für das Schloss Seitenberg. Nach seinem Tod wurde die Werkstatt von seinen Söhnen Alfons, Gottfried und Konrad weitergeführt.

## Werke (Auswahl)
- Reyersdorf, Pfarrkirche St. Nikolaus: Marienaltar (1880)
- Wartha, Wallfahrtskirche: Vorderaltar zum Hochaltar, Beichtstühle, Wandlungsleuchter u. a. (1891)
- Branitz, Anstaltskirche: 15 m hohes Kreuz mit überlebensgroßer Christusfigur (1931)
- Altwaltersdorf, Pfarrkirche St. Laurentius: Seitenaltäre
- Stolz, Filialkirche St. Johannes Nepomuk: Hauptaltar
- Niederschwedeldorf, Pfarrkirche der Apostel Simon und Judas Thaddäus: Hauptaltar (1894)